# Fernando García Cadiñanos

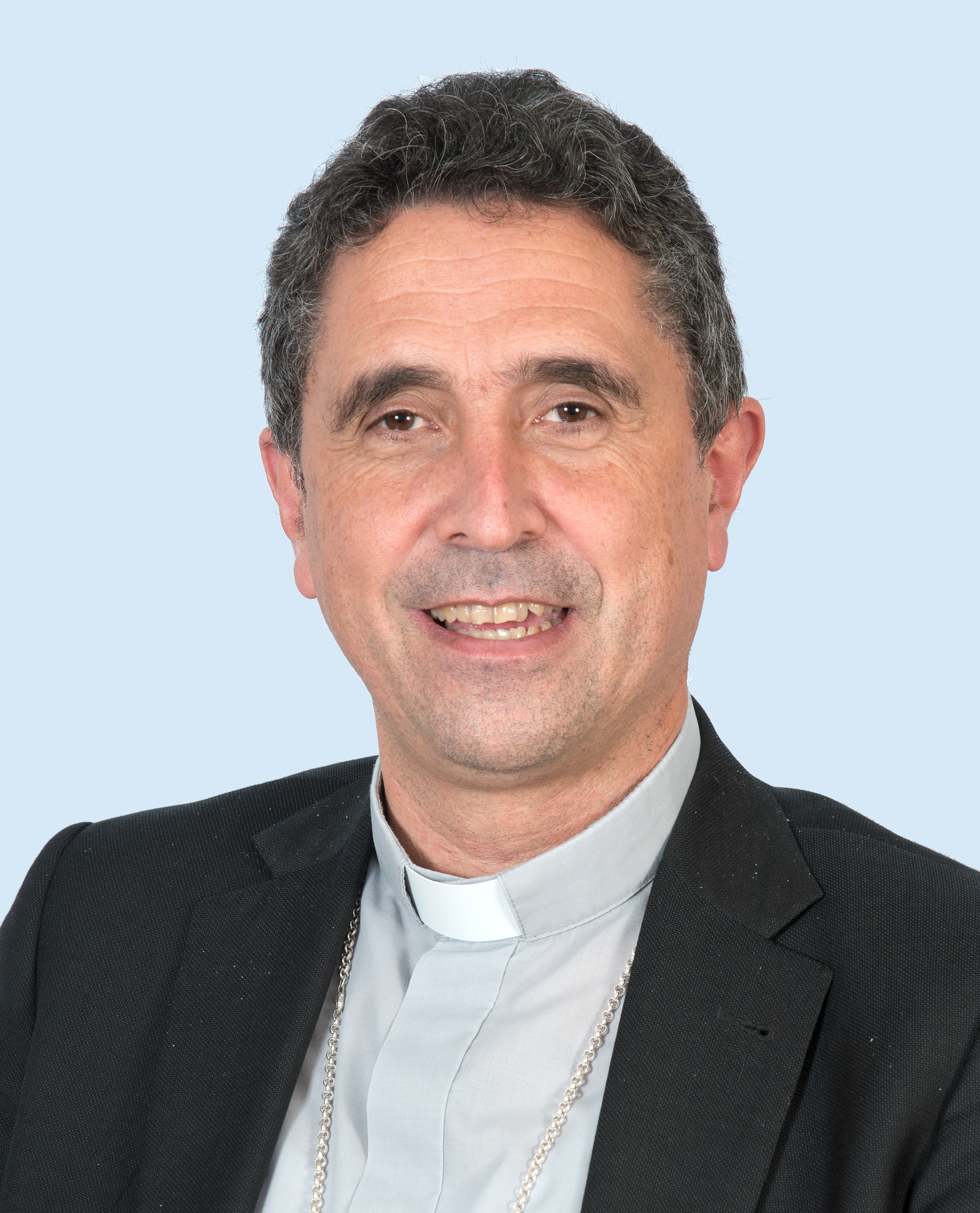
Fernando García Cadiñanos, 2022

Bischofswappen von Fernando García Cadiñanos

Fernando García Cadiñanos (* 7. Mai 1968 in Burgos) ist ein spanischer Geistlicher und römisch-katholischer Bischof von Mondoñedo-Ferrol.

## Leben
Fernando García Cadiñanos besuchte das Colegio del Círculo Católico und später das Kleine Seminar in Burgos. Anschließend studierte García Cadiñanos Philosophie und Katholische Theologie am Priesterseminar in Burgos. Am 26. Juni 1993 empfing er in der Iglesia del Carmen in Burgos das Sakrament der Priesterweihe für das Erzbistum Burgos.
García Cadiñanos war von 1993 bis 1997 als Pfarrvikar der Pfarrei Santa Catalina in Aranda de Duero tätig. Ab 1995 war er zudem Delegat für die Arbeiterpastoral im Erzbistum Burgos. Daneben erwarb er an der Theologischen Fakultät von Nordspanien in Burgos ein Lizenziat im Fach Dogmatik. 1997 wurde Fernando García Cadiñanos für weiterführende Studien nach Rom entsandt, wo er 2000 an der Päpstlichen Universität Gregoriana ein Lizenziat im Fach Christliche Soziallehre erwarb. Nach der Rückkehr in seine Heimat wurde García Cadiñanos Pfarrer in Solarana (2000–2014) und in Villalmanzo (2004–2014). Zudem war er von 2000 bis 2010 Sekretär des Departamento de Formación Sociopolítica des Erzbistums Burgos sowie von 2005 bis 2014 Erzpriester von Arlanza und Sekretär des Priesterrats. Anschließend wirkte Fernando García Cadiñanos als Pfarrer der Pfarrei Nuestra Señora de las Nieves in Burgos. Ab 2015 war er Delegat für die Caritas im Erzbistum Burgos sowie ab 2016 zudem Generalvikar und Moderator der Diözesankurie. Daneben lehrte Fernando García Cadiñanos an der Theologischen Fakultät von Nordspanien in Burgos und wirkte als Direktor des Fachbereichs Christliche Soziallehre.
Am 1. Juli 2021 ernannte ihn Papst Franziskus zum Bischof von Mondoñedo-Ferrol. Der Erzbischof von Santiago de Compostela, Julián Barrio Barrio, spendete ihm am 4. September desselben Jahres in der Kathedrale von Mondoñedo die Bischofsweihe; Mitkonsekratoren waren der Apostolische Nuntius in Spanien, Erzbischof Bernardito Cleopas Auza, und der emeritierte Erzbischof von Burgos, Fidel Herráez Vegas.

## Schriften (Auswahl)
- Cuestiones Sociales. Plan de Formación para laicos de la Diócesis de Burgos. Burgos 1998.
- Toma de conciencia ante una realidad ya conocida. Burgos 2005.
- La solidaridad, fermento de vida social. In: Almogaren. Band 40, 2007, S. 63–86.
- Una aproximación a Caritas in Veritate. In: Burgense. Band 51, 2010, S. 505–523.
- El pensamiento social cristiano y su aportación ante el trabajo. In: Lumen. Band 61, 2012, S. 231–248.
- «Evangelii Gaudium»: una Iglesia pobres y para los pobres. In: Salmanticensis. Band 61, 2014, S. 471–495.
- La visión humanista de la economía en el Papa Francisco. In: Burgense. Band 59, 2018, S. 387–413.